# Motek (motorfiets)
Motek is een historisch merk van motorfietsen uit Röttenbach.
Duits bedrijf van Volkmar Prietz dat aanvankelijk onderdelen voor zijspancombinaties maakte maar tegenwoordig ook zelf complete zijspancombinaties maakt.